# 施設症候群
施設症候群（しせつしょうこうぐん、英:institutional syndrome）とは、精神科の隔離病棟や刑務所、児童養護施設など、外部から隔離された施設にて長期間生活したことによって発症する症候群である。
通常、施設に収容された人間は自立性と独自判断の自由を奪われながら生活する。そして「外の世界」に戻ると、また別の問題が発生する。すなわち、長期間の隔離生活によって「社会性」や「生活能力」などが欠如するのである。また、施設に収容された過去のある人間はメンタルヘルスに問題を抱えやすい傾向がある。この用語は臨床心理学や異常心理学などによって取り扱われる。
英語圏において施設収容（英:institutionalization）という言葉は、個人を精神病院や刑務所に収容する過程にも使われるが、施設症候群自体を表す言葉としても使われる。つまり「Xは施設収容されている」という表現を用いた場合、Xが施設に収容されているという事実と、あるいはXが長期間の施設収容によって施設症候群を発症する可能性が高い、という意味でも使われる。

## 背景
欧米においては、17世紀から精神障害者などのマイノリティを精神病院に収容する動きが始まった。当時の精神病院内において重要視されるのは「治療」ではなく「鎮圧」であった。つまり精神病院においては患者をコントロールすることに重点をおいていたのである。とはいえ、道徳療法（人間を人間らしく扱い、適切に治療すること）の概念が普及し、運動が活発化したことによって病院内の状況は多少は改善されつつあった。20世紀半ばに入ると、欧米の精神病院ではさまざまな問題が浮上し始めた。すなわち、施設の過密化、施設での治療効果のなさである。そしてソラジンなどの抗精神病薬が登場すると、脱施設化運動が始まった。特に欧米では、もはや精神障害者を精神病院に監禁するのは時代遅れになり、自宅から専門外来に通って治療をすることが徐々に当たり前になりつつあった。
しかしながら、脱施設化は良い点だけがあったわけではない。脱収容化が必ずしも治療の改善に繋がるとは限らなかった。病院から退院した患者の多くは、施設症候群による社会性の欠如によって自活するのが難しかった。その結果としてホームレスになったり、刑務所に収監されることなどの欠点も存在した。つまり、これらの患者の多くは「施設化」の弊害からぬけきれず、自立した生活を営むことが難しかったのである。施設収容についての問題を直接的に扱った最初の研究の1つが『Institutional Neurosis』である。これはイギリスの精神科医であるラッセル・バートンによって書かれた。この本の内容によれば、精神障害（とくに精神病）の症状の多くはかつて考えられていたような脳の物理的欠陥によって引き起こされるものではなく、施設に収容することによって患者の「心理的支柱」（おそらくここで出てくる心理的支柱という言葉は、アーヴィング・ゴッフマンが最初に作り出した用語）を取り去ったことにあると主張していた。
20世紀半ば以降、脱施設化や地域精神保健が普及するにつれて、施設収容の問題を解決することはより良い福祉を実現するために良いとされている。精神医療関係者の中には、施設での治療は、むしろ問題を悪化させるだけかもしれないとまで主張している。
ルーマニアの研究によれば、虐待やネグレクトを受けた子どもたちが養子縁組をした後の精神状態について調査した。その結果、多くの子供に自閉症に似た症状がみられることが明らかになった。また、オランダ在住のルーマニア人の養子8人を対象にした調査においては、およそ3分の1の子供に、自閉症に似た行動やコミュニケーションに関する問題が見られた。これらは孤児院の長期収容において発症した施設症候群が原因であると考えられている。

## 退院後の問題
施設症候群にかかった人間は、社会復帰の際に数多くの種類の困難に直面することがある。施設内での非人間的な環境によって、患者の自立性と独自判断の自由の剥奪された結果、患者は自立した生活と定職を持つことが困難になる。さらに、施設内での経験が個人の病気を悪化させることも多い。ラベリング理論によると、精神障害者として社会的に「ラベリング」されてしまった人間は、疎外感を強め、多くの場合によって自尊心の低下がみられる。よって、精神科の隔離病棟に収容されることによって、逆に症状が悪化してしまう可能性がある。

## 関連記事
- 拘禁反応